# Acute Mind
Acute Mind – polski zespół, który powstał w 2006 roku w Lublinie. Gra progresywnego rocka z elementami metalu.
Własnym sumptem w 2006 roku nagrali demo „Bad Incitements”, składające się z trzech utworów. Na płycie oprócz tytułowego utworu znalazły się: „The Prophecy” oraz „Beyond Belief”. Następnie grupa wystąpiła na festiwalu Rock Alert w Lubartowie oraz na przeglądzie Membrana w Lublinie. Pierwszym w pełni autorskim koncertem był występ w Centrum Kultury wraz z zespołem Eternity w marcu 2007 roku.
Przełomem w działalności zespołu był koncert z grupą Quidam w klubie Graffiti w lutym 2008 roku. Występ został zauważony w mediach (np. zaproszenie do Radio Centrum oraz doceniony przez publiczność i samych muzyków Quidam.
W lipcu 2008 roku zespół nawiązał współpracę z wokalistą i kompozytorem Mariuszem Migałką. Po kilku wspólnych próbach Mariusz zdecydował się przejąć rolę wokalisty i w sierpniu nagrał wszystkie ścieżki wokalne do nowego materiału na demo. W 2009 roku Mariusz postanowił opuścić Acute Mind a jego miejsce zajął Marek Majewski, który zaśpiewał wszystkie wokale na debiutanckim krążku zespołu pod tytułem Acute Mind. Płyta ukazała się dopiero w 2010.
Zespół zdobył we wrześniu 2008 I nagrodę na Rock Alert Festival w Lubartowie.

## Skład obecny (2017)
- Marek Majewski - wokal, gitara
- Arkadiusz Piskorek - Bas, drugi wokal
- Artur Jasiński - perkusja
- Paweł Ciuraj - gitara

ACUTE MIND 2012
- Mariusz Migałka - wokal,
- Arkadiusz Piskorek - gitara
- Paweł Ciuraj - gitara,
- Marcin Fidecki - instrumenty klawiszowe,
- Filip Leszczyński - perkusja,
- Wojciech Rowicki - bas

Na płycie Acute Mind zagrali:
- Marek Majewski - wokal,
- Arkadiusz Piskorek - gitara (autor tekstów i muzyki do większości utworów),
- Paweł Ciuraj - gitara,
- Dorota Turkiewicz - instrumenty klawiszowe,
- Dariusz Hanaj - perkusja,
- Wojciech Rowicki - bas

Wcześniej na gitarze basowej grali Krzysztof Pasierkiewicz i Michał Walas.

## Dyskografia
- Bad Incitements (2006) demo
- Misery (2008) demo
- Acute Mind (2010) CD
- Under The Empty Sky (2020)